# 埃沃斯温克尔
埃沃斯温克尔（德語：Everswinkel，發音：[ˈeːvɐsˌvɪŋkl̩]）是德国北莱茵-威斯特法伦州明斯特行政区瓦伦多夫县的市镇，面积69.12平方千米，2023年12月31日人口为9,797人。